# 福島県道272号原釜椎木線

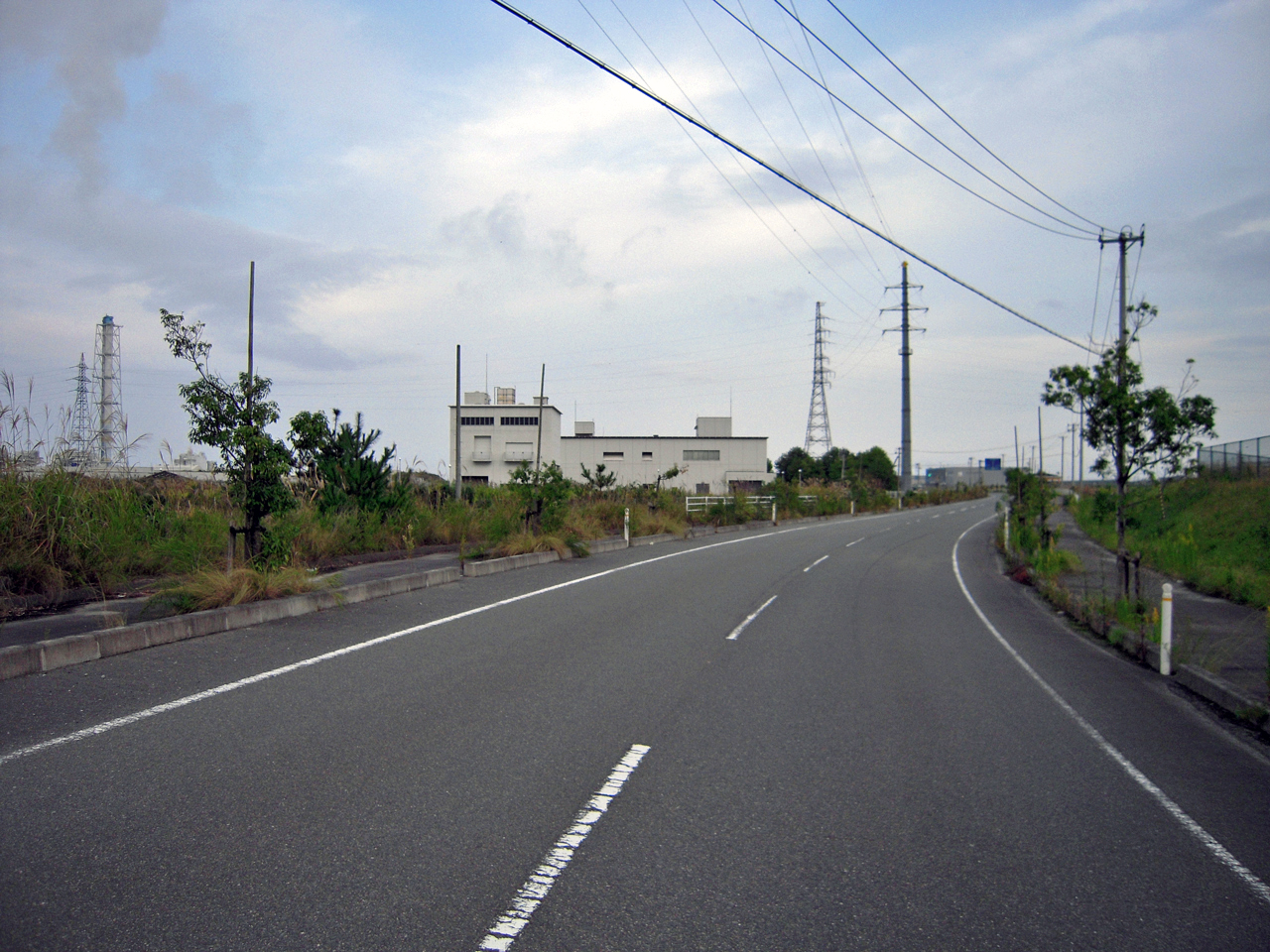
相馬市光陽3丁目付近。左奥には相馬共同火力新地発電所の煙突が見える（2008年10月）。

福島県道272号原釜椎木線（ふくしまけんどう272ごう はらがましいのきせん）は、福島県相馬市にある一般県道である。

## 概要

### 路線データ
- 起点：相馬市原釜字北谷地
- 終点：相馬市椎木字北原
- 総延長：5.855km[1]
  - 実延長：5.773km
- 路線認定年月日：1959年8月31日[2]

## 道路施設
瑞穂橋（地蔵川）
- 全長：51.7m
  - 主径間：25.450m
- 幅員：9.0(17.0)m
- 形式：2径間鋼連続鈑桁橋
- 竣工：1997年

南詰は相馬市光陽3丁目、北詰は光陽4丁目に位置し、並行して水管橋が架けられている。橋上は上下対向2車線と付加車線の計3車線で供用されており、両側に歩道が設置されている。緊急地方道整備事業として1996年より着工され、翌年竣工した。総工費は7億5800万円。当路線は当橋梁前後にてクランク状に右左折をする形状であり、橋梁前後が交差点となっている。南側は相馬市光陽サッカー場、北側は光陽ソフトボール場、相馬こどもドーム、相馬衛生センターへの取付道路が接続している。

## 地理

### 通過する自治体
- 福島県
相馬市 - 相馬郡新地町

### 交差する道路
- 相馬市内
  - 福島県道・宮城県道38号相馬亘理線（原釜字北谷地 起点）
  - 国道6号相馬バイパス（光陽3丁目（光陽中央交差点））
  - 福島県道394号相馬新地線（塚部字内城（塚部交差点））
  - 国道113号（椎木字北原 終点） - 市町境にあたり、国道113号は相馬郡新地町駒ヶ嶺字塔場となる。

### 沿線
- 相馬中核工業団地
- 椎木簡易郵便局